# Anna Cattaneo
Anna Maria Teresa Dubini, in Cattaneo (Milano, 23 agosto 1911 – Puegnago del Garda, 22 ottobre 2002), è stata una pattinatrice artistica su ghiaccio italiana.

## Biografia
Nata nel 1911 a Milano, all'età di 24 anni partecipò ai Giochi olimpici di Garmisch-Partenkirchen 1936, una delle cinque donne della spedizione, le prime a partecipare ad un'Olimpiade invernale, nella gara a coppie, insieme ad Ercole Cattaneo, chiudendo al nono posto. I due sono rimasti gli unici italiani ad arrivare tra i primi 10 nella gara olimpica di pattinaggio artistico su ghiaccio a coppie fino a Pyeongchang 2018, quando le due coppie azzurre Ondřej Hotárek-Valentina Marchei e Nicole Della Monica-Matteo Guarise hanno terminato rispettivamente sesta e 10ª.
L'anno successivo i due presero parte agli Europei di Praga, arrivando sesti e ai Mondiali di Londra, anche in questo caso terminando al sesto posto.
Nel 1938, infine, arrivarono decimi ai Mondiali di Berlino.
Sposò il pattinatore Ercole Cattaneo.
Morì nel 2002, a 91 anni.